# Jacky Carlier
Jacky Carlier (* 8. November 1961) ist ein ehemaliger französischer Leichtathlet, der im Mittel- und Langstreckenlauf an den Start ging. Bei Halleneuropameisterschaften konnte er zwei Medaillen über 3000 Meter gewinnen.

## Sportliche Laufbahn und Leben
Erste internationale Erfahrungen sammelte Jacky Carlier im Jahr 1988, als er bei den Halleneuropameisterschaften in Budapest in der Vorrunde im 3000-Meter-Lauf nicht ins Ziel kam. Im Jahr darauf gewann er bei den Halleneuropameisterschaften in Den Haag in 7:52,23 min die Bronzemedaille hinter dem Deutschen Dieter Baumann und Abel Antón aus Spanien gewann, ehe er kurz darauf schied bei den Hallenweltmeisterschaften in Budapest mit 7:53,16 min im Vorlauf ausschied. 1990 gewann er bei den Halleneuropameisterschaften in Glasgow in 7:54,75 min die Silbermedaille hinter seinem Landsmann Éric Dubus. 1991 kam er bei den Hallenweltmeisterschaften in Sevilla im Vorlauf über 3000 Meter nicht ins Ziel und 1994 gelangte er bei den Spielen der Frankophonie in Bondoufle mit 14:47,16 min auf den zwölften Platz im 5000-Meter-Lauf. Im Jahr darauf verpasste er bei den Hallenweltmeisterschaften in Barcelona mit 7:59,42 min den Finaleinzug über 3000 Meter und im selben Jahr beendete er seine aktive sportliche Karriere im Alter von 34 Jahren.
1988 wurde Carlier französischer Hallenmeister im 1500-Meter-Lauf sowie 1988, 1989 und 1995 über 3000 Meter.

## Persönliche Bestleistungen
- 1500 Meter: 3:36,88 min, 1. August 1990 in Dole
  - 1500 Meter (Halle): 3:40,46 min, 20. Februar 1990 in Donostia / San Sebastián
- 3000 Meter: 7:47,21 min, 30. Juni 1993 in Reims
  - 3000 Meter (Halle): 7:49,99 min, 28. Januar 1989 in Liévin
- 5000 Meter: 13:25,14 min, 10. Juni 1994 in Saint-Denis